# Lucy Morton
Lucy Morton, född 23 februari 1898 i Knutsford, död 26 augusti 1980 i Blackpool, var en brittisk simmare.
Morton blev olympisk mästare på 200 meter bröstsim vid sommarspelen 1924 i Paris.